# Pâncreas
O pâncreas é uma glândula de aproximadamente 15 cm de extensão fazendo parte do sistema digestivo e endócrino dos seres humanos que se localiza atrás do estômago e entre o duodeno e o baço. Ele é tanto exócrino (secretando suco pancreático, que contém enzimas digestivas) quanto endócrino (produzindo muitos hormônios importantes, como insulina, glucagon, somatostatina e amilina). Divide-se em cabeça, corpo e cauda. O pâncreas é um órgão produtor de enzimas, proteínas que aumentam a rapidez das transformações químicas.

## Anatomia
Em humanos, geralmente o pâncreas é uma glândula longa com 15–25 cm que se localiza no abdômen. Sendo uma das glândulas retroperitoneais, ele é localizado posteriormente ao estômago e está em associação próxima ao duodeno.
É frequentemente descrito como tendo três regiões: a cabeça, corpo e a cauda. A cauda do pâncreas, em relação com o baço, pode ser intra peritoneal devido à presença do omento espleno-pancreático.
O ducto pancreático (também chamado de ducto de Wirsung) percorre o comprimento do pâncreas e termina na segunda porção do duodeno, na ampola de Vater (hepatopancreática). O ducto biliar comum geralmente se une ao ducto pancreático neste ponto ou próximo dele.
Muitas pessoas também possuem um pequeno ducto acessório, o ducto de Santorini.

### Artérias e veias
O pâncreas é suprido arterialmente pelas artérias pancreaticoduodenais:
A artéria mesentérica superior que origina as artérias pancreaticoduodenais inferiores
A artéria gastroduodenal que origina as artérias pancreaticoduodenais superiores
A artéria esplênica que origina as artérias pancreáticas.
A drenagem venosa é feita através das veias pancreáticas que são tributárias das veias esplênica e mesentérica superior, no entanto a maioria delas terminam na veia esplênica. A veia porta hepática é formada pela união da veia mesentérica superior e veia esplênica posteriormente ao colo do pâncreas. Geralmente a veia mesentérica inferior se une à veia esplênica atrás do pâncreas (em outras pessoas ela simplesmente se une à veia mesentérica superior).

## Função
Segundo o site (Toda Biologia):
O pâncreas produz o suco pancreático que age no processo digestivo, pois possui enzimas digestivas. Esta glândula também é responsável pela produção de hormônios como, por exemplo, insulina, somatostatina e glucagon.
No microscópio, quando corado adequadamente, é fácil se distinguir os dois tipos diferentes de tecidos no pâncreas. Essas regiões correspondem às funções pancreáticas principais:
| Aparência                                      | Região             | Função                                                        |
| círculos claros (ilhotas de Langerhans)        | pâncreas endócrino | secreta hormônios que regulam os níveis de glicose sanguíneos |
| tecido escuro circundante ou ácino pancreático | pâncreas exócrino  | produz enzimas que digerem o alimento                         |

### Endócrino
O pâncreas endócrino é composto de aglomerações de células especiais denominadas ilhotas de Langerhans. O "cansaço" crônico destas células leva ao aparecimento de diabetes no pâncreas.
Existem quatro tipos de células nas ilhotas de Langerhans. Elas são relativamente difíceis de se distinguir ao usar técnicas normais para corar o tecido, mas elas podem ser classificadas de acordo com sua secreção:
| Nome das células | Produto                  | % das células da ilhota | Função |
| células beta     | Insulina e Amilina       | 50-80%                  | Reduz o nível de glicose no sangue ao induzir captação, armazenamento e glicólise da glicose. Estimula a formação de glicerol. Inibe a digestão de lipídeos pelos adipócitos. |
| células alfa     | Glucagon                 | 15-20%                  | Aumenta o nível de glicose no sangue. Induz a glicogenólise e gliconeogênese                                                                                                  |
| células delta    | Somatostatina            | 3-10%                   | inibe o pâncreas endócrino. Inibe a secreção de enzimas pelas células acinosas. Reduz a atividade do músculo liso do sistema digestório e vesícula biliar;                    |
| células PP       | Polipeptídeo pancreático | 1%                      | inibe a secreção do pâncreas exócrino |

### Exócrino
Porção que secreta, no duodeno, por meio de um ducto, o suco pancreático, contendo enzimas e bicarbonato.
| Secreção                                                                | Célula que produz   | Sinal primário        |
| íons bicarbonato                                                        | Célula centroacinar | Secretina             |
| enzimas digestivas (amilase pancreática, tripsina, quimotripsina, etc.) | Células basófilas   | CCK (Colecistocinina) |

## Doenças do pâncreas
Devido à sua importância na digestão e na produção de hormônios, as doenças do pâncreas possuem significativa relevância na prática clínica.
- Tumores benignos
- Câncer pancreático, incluindo
  - Carcinoma do pâncreas
  - Insulinoma
- Carcinoma do pâncreas (câncer pancreático)
- Fibrose cística
- Diabetes (tipo 1)
- Insuficiência pancreática exócrina
- Pancreatite
  - Pancreatite aguda
  - Pancreatite crônica
  - Pancreatite hereditária
- Pseudocisto pancreático
- Hiperinsulinismo Congênito
- Síndrome de Zollinger-Ellison